# Paranoid Park
Paranoid Park (prt/bra: Paranoid Park) é um filme americano-francês de 2007, do gênero drama, escrito e dirigido por Gus Van Sant, com roteiro baseado no romance homônimo de Blake Nelson.
Ambientado em Portland (Oregon), o filme conta a história de um adolescente skatista (Gabe Nevins) no cenário de uma investigação de assassinato.
Van Sant escreveu o rascunho do roteiro em dois dias depois de ler e decidir adaptar o romance de Nelson. Para escalar os jovens do filme, Van Sant postou uma chamada de elenco aberta no site de relacionamento social MySpace, convidando adolescentes a fazerem testes, bem como skatistas experientes para atuarem como figurantes. As filmagens começaram em outubro de 2006 e ocorreram em vários locais e em torno de Portland. Cenas no fictício Eastside Skatepark foram filmadas no Burnside Skatepark, que foi, como Eastside, construído ilegalmente por skatistas.
Paranoid Park estreou em 21 de maio no Festival de Cannes de 2007 e recebeu um lançamento limitado em 7 de março de 2008. Ele arrecadou mais de US$ 4,481,000 em seu orçamento de US$3 milhões. O filme recebeu principalmente críticas positivas; alguns críticos elogiaram a direção e a cinematografia em particular, embora outros acreditassem que o filme era excessivamente estilizado e de ritmo lento. Ganhou um Independent Spirit Award, dois prêmios da Sociedade de Críticos de Cinema de Boston e o prêmio especial de 60 anos do Festival de Cinema de Cannes.

## Enredo
Um jovem de 16 anos, Alex, decide ir sozinho a um parque que é o paraíso dos skatistas (Paranoid Park), onde é chamado para uma "volta de trem" por Scratch, enquanto os dois se penduram no vagão de um trem, um guarda da estação tenta afugentá-los com sua lanterna. Alex tenta afugentá-lo com seu skate, o guarda cai de costas nos trilhos paralelos e é cortado ao meio por outro trem. Atormentado, Alex tenta se livrar de seu skate e suas roupas, mas a polícia acaba por descobrir que o acidente fora causado por um skatista. Aconselhado por uma amiga, Alex escreve uma carta sobre o incidente, também contando sobre os dias precedentes e posteriores, a trama segue a carta.

## Elenco
- Gabe Nevins como Alex
- Daniel Liu como detetive Richard Lu
- Jake Miller como Jared
- Taylor Momsen como Jennifer
- Lauren McKinney como Macy
- Scott Patrick Green como Scratch
- John Burrowes como guarda de segurança

## Produção
Gus Van Sant optou por adaptar o romance Paranoid Park, do autor americano Blake Nelson, em um filme com o mesmo nome, porque foi ambientado em sua cidade natal, Portland, Oregon, porque ele próprio era um skatista amador e porque achou a história particularmente interessante. Quando ele leu o romance pela primeira vez, ele estava acumulando as finanças de outro filme, mas abandonou o projeto e decidiu escrever um roteiro baseado na história de Nelson. Seu primeiro rascunho do roteiro foi escrito em dois dias, e o rascunho final tinha apenas 33 páginas.
Semelhante ao filme de 2003, Elephant, Van Sant procurou jovens atores não profissionais para desempenhar os papéis principais e, assim, criou uma página para o filme no site de relacionamento social MySpace. Na página, ele postou uma chamada aberta para homens e mulheres entre 14 e 18 anos que eram "skatistas, quadro de honra [estudantes], líderes de torcida, punks, crianças de teatro, músicos, artistas, conselho estudantil [membros], atletas, vencedores de prêmios, capitães de classe, fotógrafos, membros da banda, líderes, seguidores, crianças tímidas, palhaços de classe". Duas sessões de audição foram realizadas em 3 e 5 de agosto de 2006, bem como uma convocação de elenco adicional para skatistas experientes para atuarem como figurantes no filme; um total de 2,971 pessoas fizeram o teste. Gabe Nevins, nunca tendo atuado antes, ouviu falar da seleção de elenco de uma loja de skate e originalmente fez um teste como um figurante. Nevins foi escalado para o papel principal, que ele diz ter baseado em sua inocência de que Van Sant acreditava que faltava a atores treinados. Jake Miller, originalmente de Boise, Idaho, estava em uma viagem em Portland quando ouviu sobre a chamada de elenco e decidiu fazer um teste com seus amigos. Taylor Momsen era uma atriz profissional de antemão e recebeu o roteiro do Paranoid Park através de seu agente. Ela ganhou o papel depois de enviar sua audição gravada para Van Sant. O filme apresenta duas participações especiais: O pai de Alex é interpretado pelo skatista profissional Jay "Smay" Williamson, e seu tio é interpretado pelo diretor de fotografia do filme Christopher Doyle. A maioria dos atores usava suas próprias roupas e escreveu alguns diálogos de seus personagens para manter um senso de autenticidade.

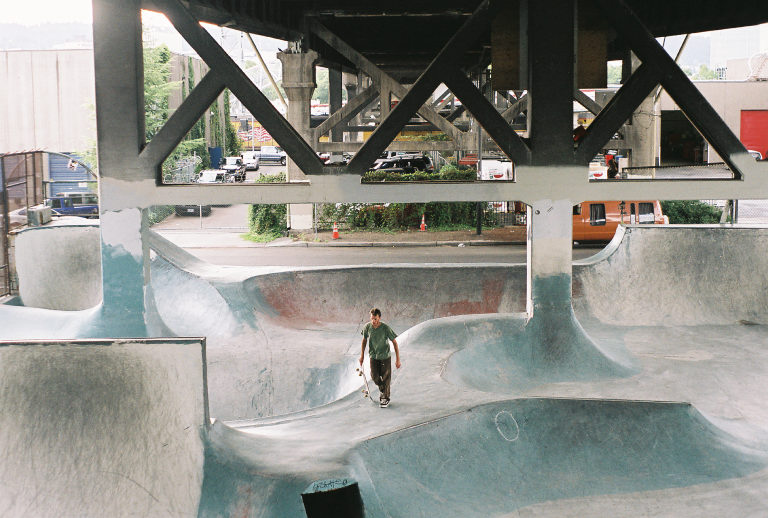
Burnside Skatepark de Portland, um local de filmagem, foi construído clandestinamente por skatistas como o fictício Paranoid Park

A filmagem principal começou em Oregon em outubro de 2006. Os locais de filmagem incluem a Portland State University, Steel Bridge, St. Johns Bridge, Lloyd Center, Madison High School e a própria casa de praia de Van Sant. Cenas no fictício Eastside Skatepark foram filmadas no Portland Burnside Skatepark, que foi, como Eastside, construído ilegalmente por skatistas e posteriormente aprovado pela cidade como um skate público. Van Sant disse que seu pedido de filmagem em Burnside foi tratado com alguma suspeita pelos usuários do parque, como "O que nenhum deles queria era que retratássemos uma imagem brega do parque". O diretor de fotografia Christopher Doyle filmou partes do filme com uma lente grande angular usada para gravar vídeos de skate. As seqüências de skate do filme foram filmadas no filme Super-8 mm, um meio comumente usado em vídeos de skate, e o restante do filme foi filmado em filme de 35 mm, o meio preferido de Van Sant.

## Distribuição

### Lançamento nos cinemas
A estreia mundial de Paranoid Park foi realizada em 21 de maio, no Festival de Cannes de 2007. O filme foi posteriormente exibido no Festival Internacional de Cinema de Auckland, Festival Internacional de Cinema de Edimburgo, Festival Internacional de Cinema de Toronto, Festival de Cinema de Atenas, Festival de Cinema de Raindance, Festival de Cinema de Nova Iorque, Festival Internacional de Cinema de Viena e Film fra sør antes de seu lançamento nos cinemas. Sua turnê internacional pelo circuito de festivais continuou após o seu lançamento nos EUA e foi exibida no Festival Internacional de Cinema de Roterdão, Portland International Film Festival, Festival de Filmes Lésbicas e Gay de Londres, Festival Internacional de Cinema da Transilvania, Midnight Sun Film Festival e o Cinepur Choice Film Festival.
Paranoid Park recebeu um lançamento limitado nos Estados Unidos em 7 de março de 2008. Ele arrecadou US$30,678 em seu fim de semana de estreia, atuando em dois cinemas. Na semana seguinte, expandiu-se para 22 locais e arrecadou US$75,917, com uma média por tela de US$3,451 e um total bruto de US$118,784. A produção ganhou outros US$90,403 em 36 locais na terceira semana, com uma média por tela de US$2,511 e uma receita acumulada de US$241,672. O filme encerrou sua exibição nos cinemas com um total doméstico de US$486,767 e um total estrangeiro com US$3,994,693, dando um total mundial de US$4,481,460.

### Mídia doméstica
Paranoid Park foi lançado em DVD no Canadá em 22 de julho de 2008, e nos Estados Unidos em 7 de outubro de 2008. O disco inclui trailers de The Last Winter e How to Rob a Bank, que precedem o filme.

## Recepção

### Resposta da crítica
No agregador de críticas Rotten Tomatoes, que categoriza as opiniões apenas como positivas ou negativas, o filme tem um índice de aprovação de 77% calculado com base em 124 comentários dos críticos que é seguido do consenso: "O diretor Gus Van Sant mais uma vez capta de forma soberba os meandros da vida adolescente em Paranoid Park, um retrato silenciosamente devastador de um jovem vivendo com culpa e ansiedade."
Já no agregador Metacritic, com base em 127 opiniões de críticos que escrevem para a imprensa tradicional, o filme tem uma média ponderada de 83 entre 100, com a indicação de "aclamação universal".
Manohla Dargis do The New York Times descreveu Paranoid Park como "um retrato assustador e voluptuoso de um adolescente" e como "um triunfo em escala modesta sem um momento falso ou desperdiçado". Ela elogiou a direção de Van Sant, a cinematografia e o realismo geral do filme. Carina Chocano, do Los Angeles Times, resumiu o filme como "uma história incrivelmente dura, hipnotizante e elíptica". Ela elogiou em particular o "trabalho de câmera onírica" e a "direção simples e carregada".

### As dez principais listas
O filme apareceu nas dez melhores listas de críticos dos melhores filmes de 2008:
- 3rd – J. Hoberman, The Village Voice[48]
- 4th – V.A. Musetto, New York Post[48]
- 5th – Liam Lacey, The Globe and Mail[48]
- 5th – Scott Tobias, The A.V. Club[48]
- 5th – Sheri Linden, The Hollywood Reporter[48]
- 6th – Manohla Dargis, The New York Times[48]
- 6th – Rene Rodriguez, The Miami Herald[48]
- 8th – Noel Murray, The A.V. Club[48]

### Prêmios e indicações
Paranoid Park foi indicado para Independent Spirit Awards de Melhor Filme e o Piaget Producers Award (Neil Kopp, também de Old Joy), vencendo o último. Após sua estréia no Festival de Cannes, o filme ganhou o prêmio especial do 60º aniversário do festival e foi indicado à prestigiada Palma de Ouro. O filme ganhou dois prêmios da Sociedade de Críticos de Cinema de Boston como Melhor Diretor (Gus Van Sant, também para Milk) e Melhor Cinematografia (Christopher Doyle e Rain Kathy Li). Foi indicado, mas não ganhou, o Prêmio Bodil de Melhor Filme Americano, concedido pela Associação Dinamarquesa de Críticos de Cinema.

## Trilha sonora
A maioria das opções musicais surgiu durante o processo de edição; Van Sant e os editores ouviam as coleções um do outro do iTunes enquanto trabalhavam, e usavam as músicas que ouviram e que julgavam funcionarem bem. As paisagens sonoras do filme foram feitas principalmente pelo músico Ethan Rose e descritas por Van Sant como "muito complicadas". Randall Roberts da LA Weekly elogiou muito a trilha sonora, escrevendo: "Não acontece com muita freqüência que a música de um filme ajusta meu filtro visual e sonoro a tal ponto que eu realmente percebo uma classe inteira de pessoas [skatistas] sob uma nova luz, com mais profundidade ou empatia ou o que seja". A trilha sonora foi lançada pela primeira vez na França em outubro de 2007 e nos Estados Unidos em março de 2008 para coincidir com o lançamento do filme.
| Lista de faixas |                                           |                                   |         |  |
| N.º             | Título                                    | Intérpretes                       | Duração |  |
| 1.              | "Gradisca E il Principe"                  | Nino Rota                         | 2:25    |  |
| 2.              | "Angeles"                                 | Elliott Smith                     | 2:54    |  |
| 3.              | "The White Lady Loves You More"           | Elliott Smith                     | 2:24    |  |
| 4.              | "Il Giardino Delle Fate"                  | Nino Rota                         | 2:13    |  |
| 5.              | "I Can Help"                              | Billy Swan                        | 4:00    |  |
| 6.              | "Tunnelmouth Blues"                       | Henry Davies                      | 3:10    |  |
| 7.              | "Outlaw"                                  | Cast King                         | 4:08    |  |
| 8.              | "Strongest Man in the World"              | Menomena                          | 5:37    |  |
| 9.              | "I Heard That"                            | Cool Nutz                         | 3:59    |  |
| 10.             | "La Porticina Segreta"                    | Nino Rota                         | 1:52    |  |
| 11.             | "We Will Revolt"                          | José Ramires                      | 1:58    |  |
| 12.             | "L'Arcobaleno Per Giulietta"              | Nino Rota                         | 1:23    |  |
| 13.             | "Symphony No. 9, 4."                      | Ludwig van Beethoven (compositor) | 3:20    |  |
| 14.             | "Song One"                                | Ethan Rose                        | 4:05    |  |
| 15.             | "La Chambre Blanche"                      | Robert Normandeau                 | 4:00    |  |
| 16.             | "Walk Through (Resonant Landscape) No. 2" | Frances White                     | 3:45    |  |